# Eleonoras paraply

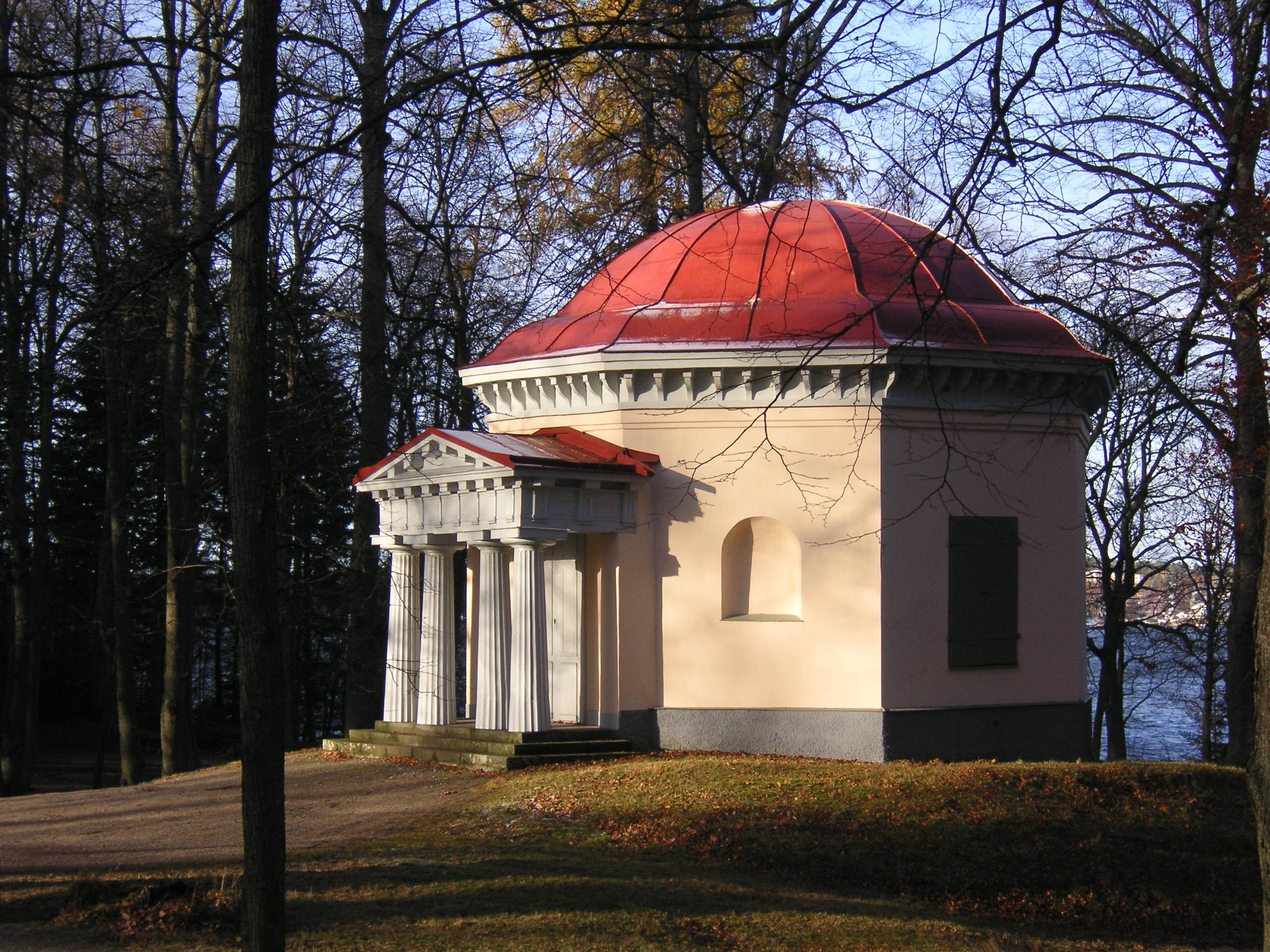
Eleonoras paraply i november 2007.

Eleonoras paraply är ett litet rundtempel vid Norsborgs herrgård i Botkyrka kommun. Byggnaden har fått sitt namn efter Eleonora Liljencrantz, hustru till Gustav III:s finansminister Johan Liljencrantz. Det var paret Liljencrantz som lät uppföra Norsborgs herrgård. Eleonora, kallad Nora, har även gett området Norsborg dess nuvarande namn, som innan herrgården uppfördes gick under namnet Borg.

## Historik
Tempelbyggnaden uppfördes 1812 och uppvisar en klassicerande oktagonal form med kupol och fyra kolonner i dorisk ordning. Det lilla templet ingår i herrgårdens engelska park, som sträcker sig utmed Mälarens strand, och som räknas till en av landets få välbevarade engelska parker. Herrgården och templet har tillskrivits arkitekt Olof Tempelman, medan parkens utformning är av något senare datum.
Formen på byggnaden refererar till andra samtida byggnadsverk, som Trefaldighetskyrkan i Karlskrona och tidiga skisser för det ofullbordade Stora Haga slott. Portiken har klara likheter med Olof Tempelmans portik till Kanslihuset i Stockholm.

## Detaljer

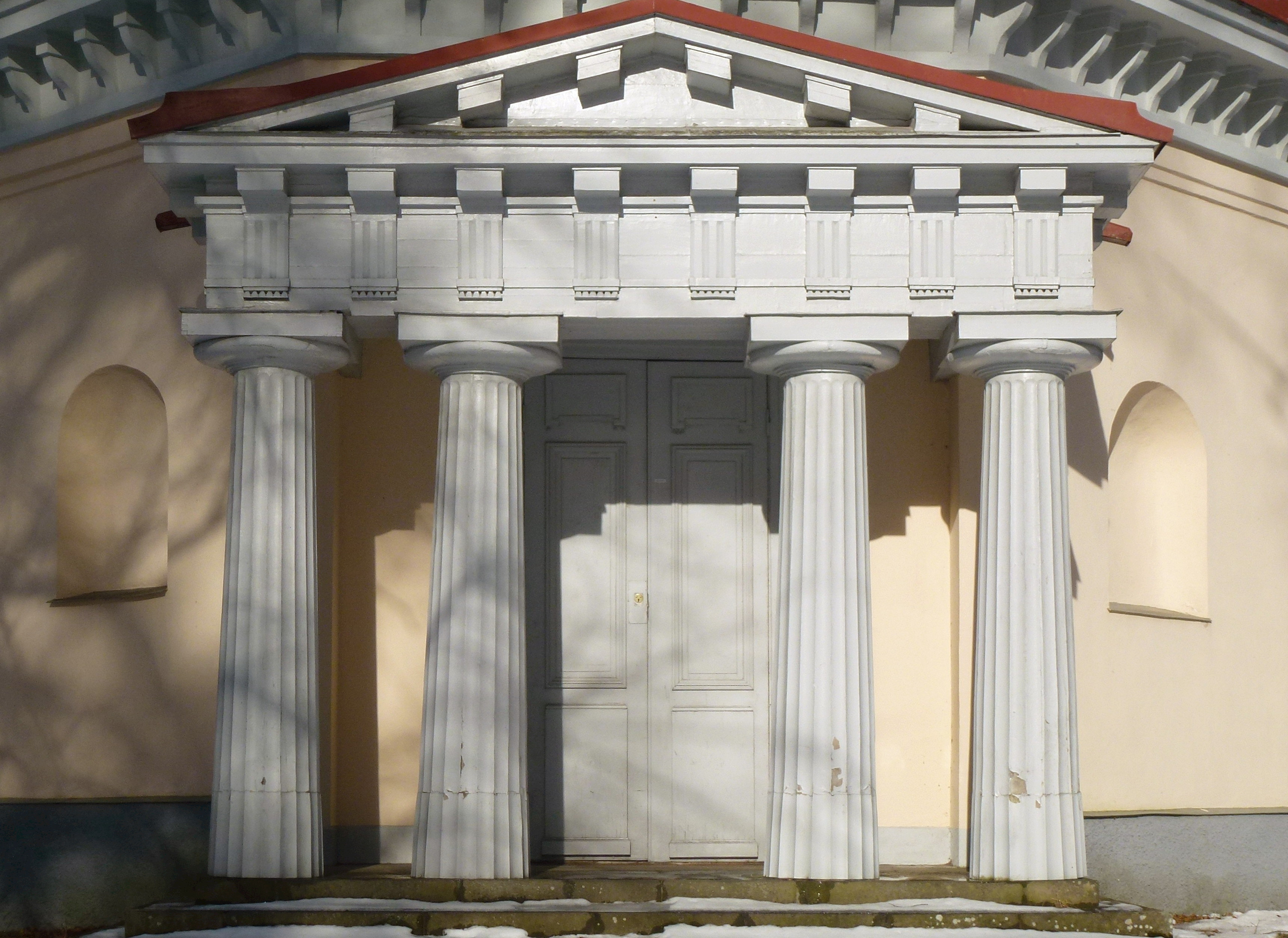
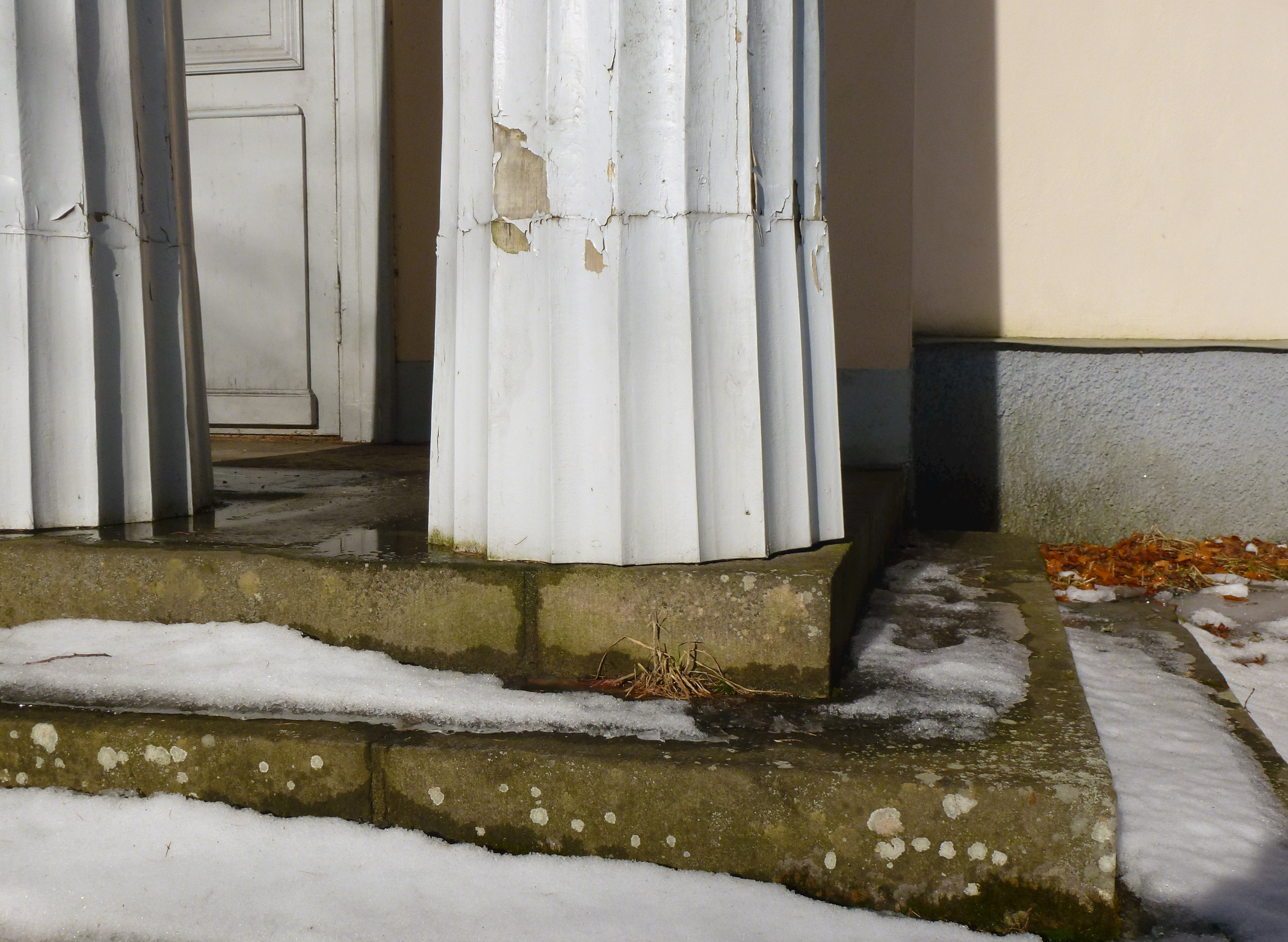
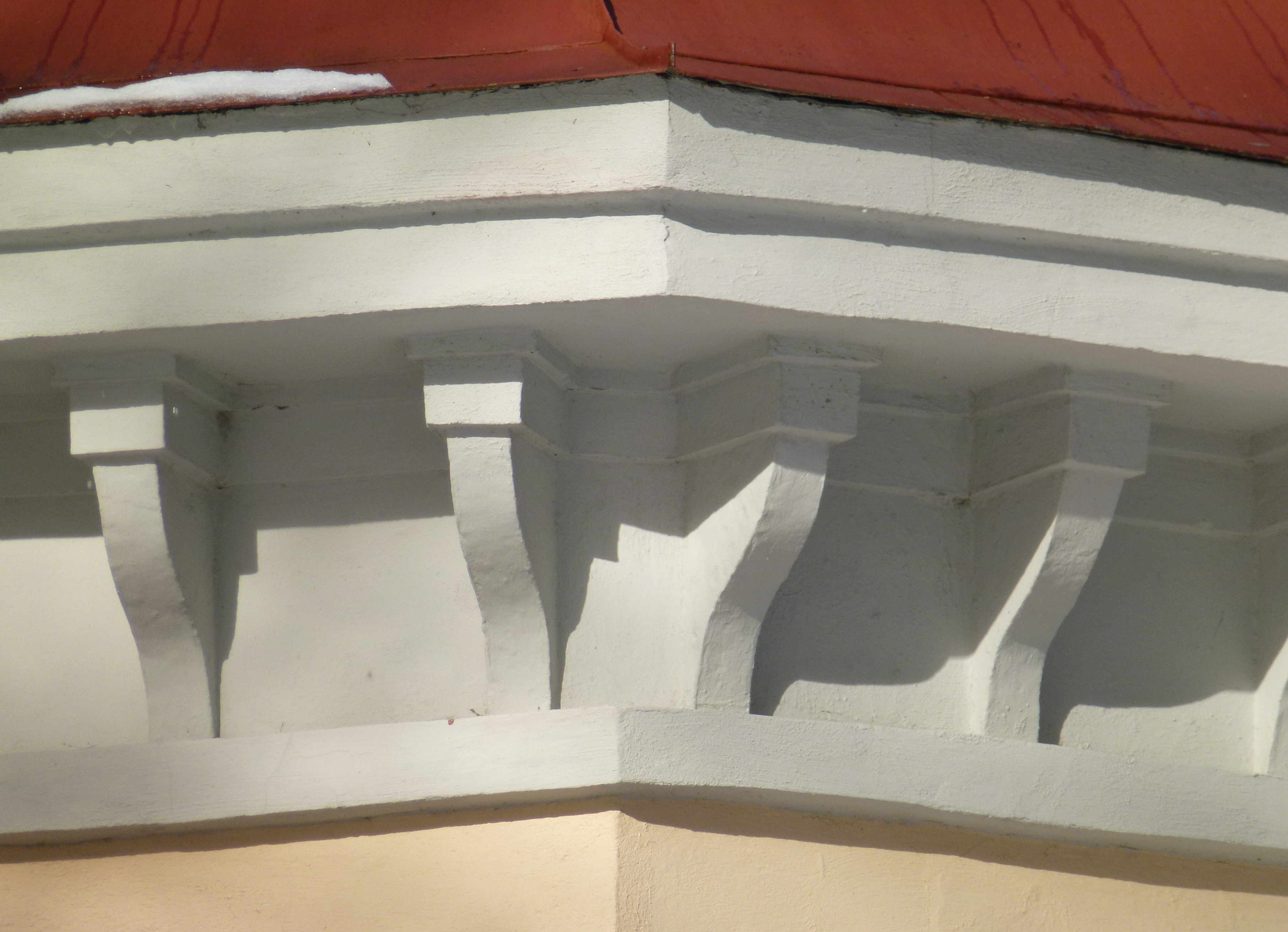
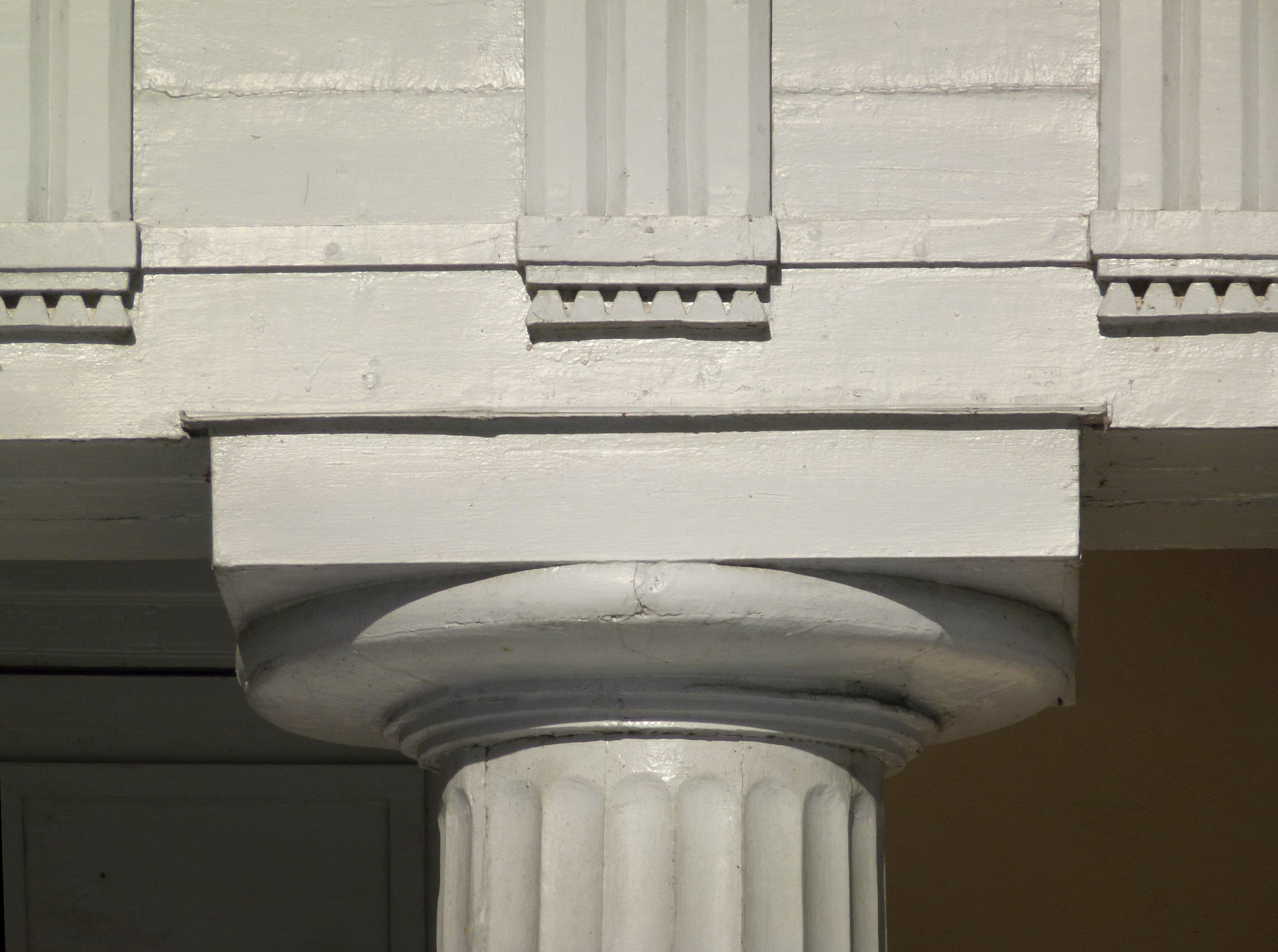